# Incestophantes camtchadalicus
Incestophantes camtchadalicus är en spindelart som först beskrevs av Andrei V. Tanasevitch 1988.  Incestophantes camtchadalicus ingår i släktet Incestophantes och familjen täckvävarspindlar. Inga underarter finns listade i Catalogue of Life.